# Бели нощи (филм)
„Бели нощи“ (на италиански: „Le Notti Bianche“) е филм на Лукино Висконти от 1957 година с участието на Марчело Мастрояни, Мария Шел и Жан Маре. Филмът е базиран върху едноименния разказ на Фьодор Достоевски от 1848 година.

## Сюжет
Действието се развива в неназован град, подобен на Венеция. Една вечер Марио (Марчело Мастрояни) вижда на един мост плачещо момиче (Мария Шел) и се влюбва от пръв поглед. Постепенно той разбира, че тя е влюбена в друг (Жан Маре), който е заминал преди година с обещанието да се върне след една година.

## В ролите
| Изпълнител         | Роля                 |
| ------------------ | -------------------- |
| Мария Шел          | Наталия              |
| Марчело Мастрояни  | Марио                |
| Жан Маре           | Тенант               |
| Марчела Ровена     | Хазайката            |
| Мария Заноли       | Прислужницата        |
| Елена Фанкера      | Касиерката           |
| Ланфранко Чекарели | мъже от сбиването    |
| Ангело Галаси      | мъже от сбиването    |
| Ренато Тера        | мъже от сбиването    |
| Корадо Пани        | младеж на мотоциклет |
| Дирк Сандерс       | Танцьорът            |
| Клара Каламаи      | Проститутката        |